# 孔提縣

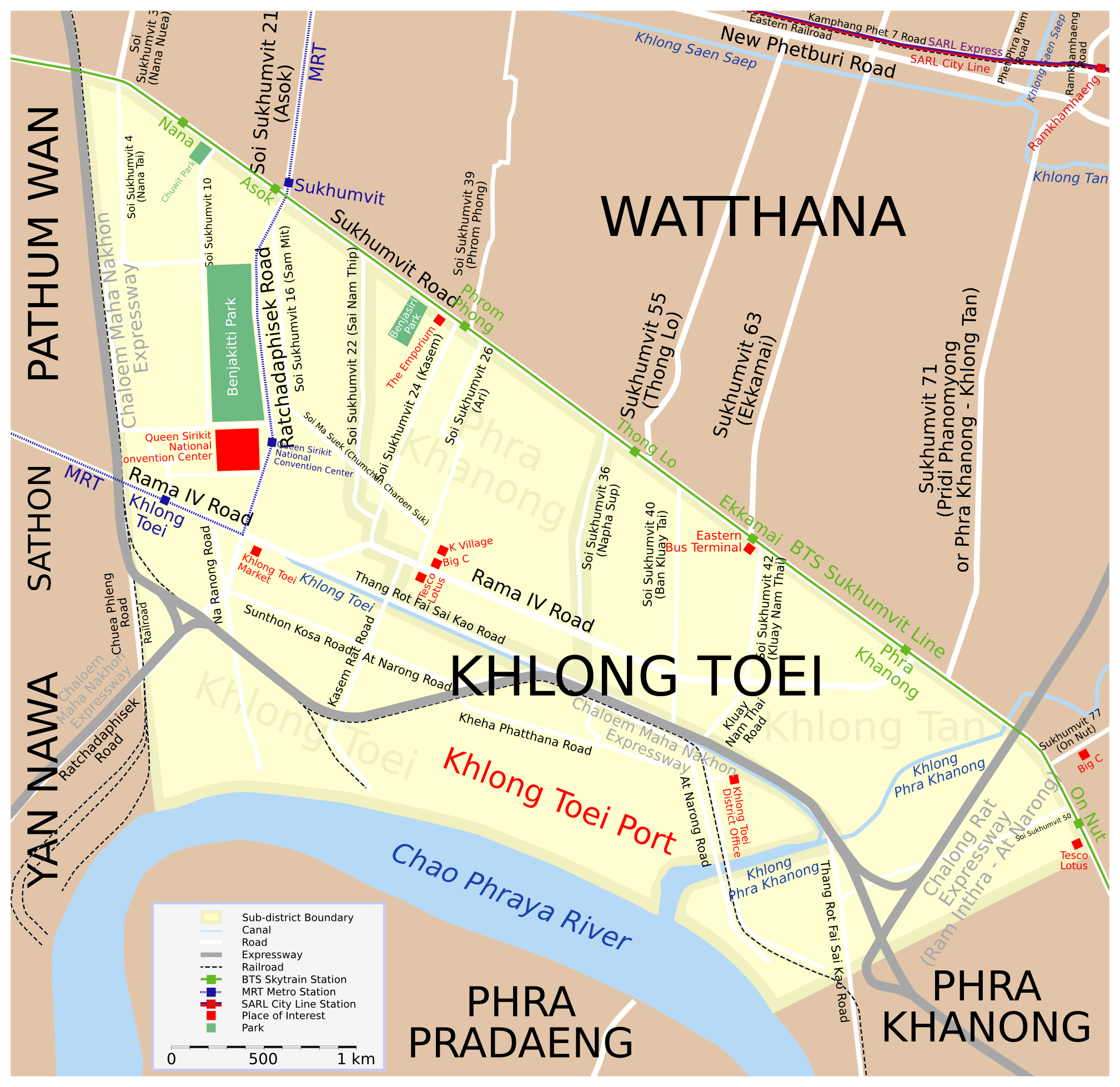
曼谷地圖

孔提縣或克隆托伊區（音素換寫：khlxngtey，皇家轉寫：Khlong Toei），又譯空堤區、埪堤區，是泰國首都曼谷中部的一个區。它位於昭拍耶河畔，亦是曼谷港口設施的所在地。孔提區的孔提市場是當地人常去的菜市場，有地鐵直達（位於拉瑪四世路的孔提站）。區名的คลอง/khlong意為運河、河道；เตย/toei意為兜露樹、螺旋松樹、林投樹、七葉蘭、香蘭樹..。
泰国地域代码 ：  1033 

邮政编码 ：  10110

## 行政區劃
该区总共有3个小片 ： 
1. Khlong Toei คลองเตย
2. Khlong Tan คลองตัน
3. Phra Khanong พระโขนง

## 相片

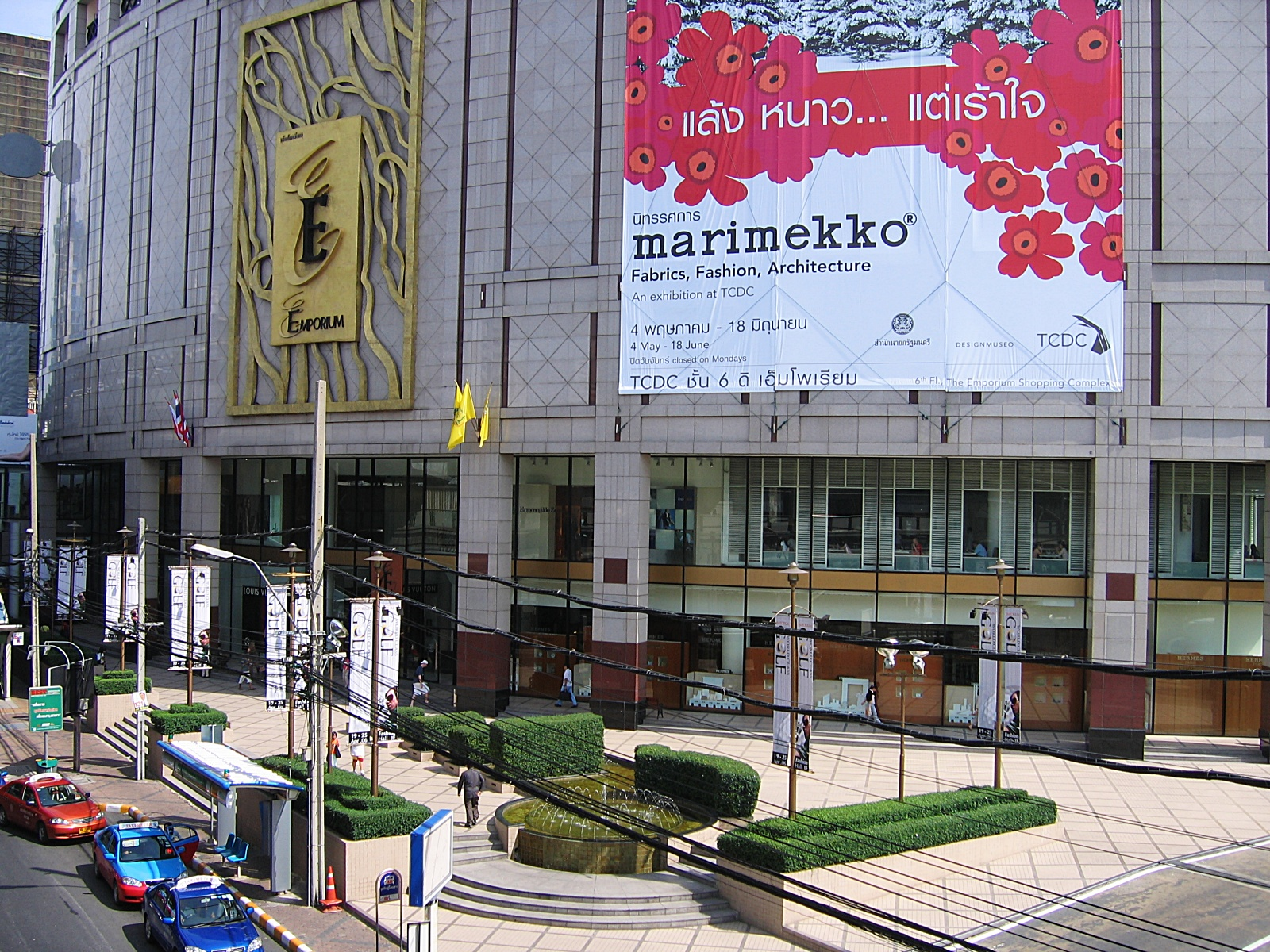
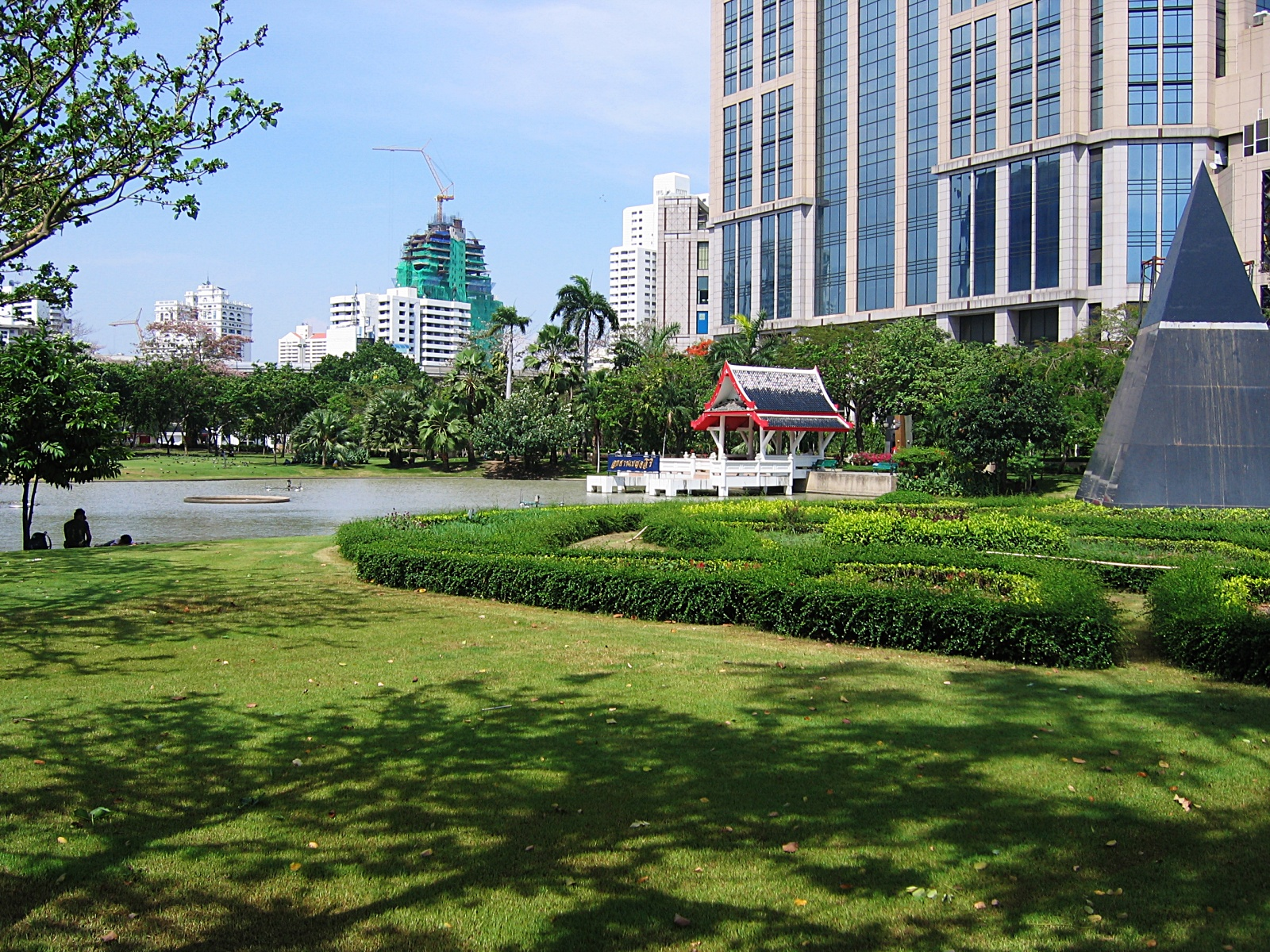
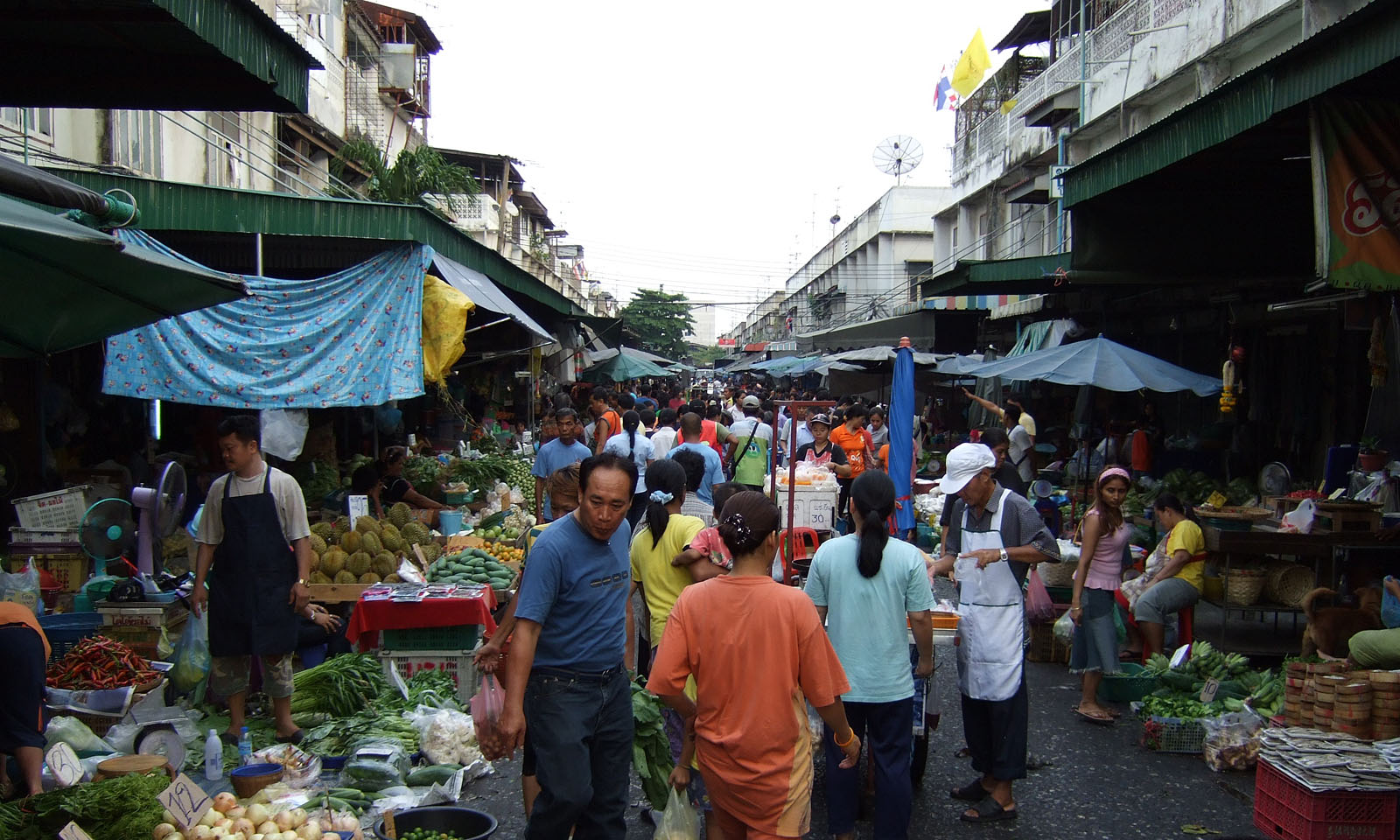